# Felipe Gorriti y Osambela
Felipe Gorriti y Osambela (Uharte-Arakil, Navarra, 23 d'agost de 1839 - Tolosa, Guipúscoa, 12 de març de 1896) fou un compositor navarrès.
El seu pare era organista d'Uharte-Arakil, l'instruí en els primers coneixements de la música, estudiant després amb Mariano García (1809-1869), mestre de capella de la Catedral de Pamplona, i, finalment, en el conservatori de Madrid, on continuà els estudis amb Jimeno de Lerma i Hilarión Eslava. Poc temps després assolí per oposició la plaça d'organista de Tafalla, quan encara no havia complert els vint anys. Ja en aquell temps mostrà decidida inclinació a la composició de música religiosa i començà donar-se a conèixer avantatjosament com a compositor; d'aquesta època de la seva vida és el motet Surge prospere, molt cantat durant molts anys després.
El 1867 guanyà, també per oposició, la plaça d'organista de la vila de Tolosa (Guipúscoa). L'acció musical de Gorriti a Tolosa fou molt intensa, i s'estengué arreu de Guipúscoa. Com a organista assolí un gran renom, i la capella de la parròquia arriba a ésser verdaderament notable. De molts pobles guipuscoans anaven dues i tres vegades per setmana a Tolosa nombrosos organistes i estudiants, desitjosos de rebre les lliçons del mestre, entre ells el que més tard també seria un gran músic Fabian de Furundarena Labat. La cultura musical, sobretot en el referent a la composició i harmonia, dels organistes i aspirants guipuscoans d'aquell temps, li'n deuen molt a l'art de Gorriti. Continuà component amb afany, i les seves obres de caràcter religiós li donaren gran celebritat: misses solemnes i de Rèquiem, motets, nocturns, misereres, etc., s'hi troba en tots els arxius musicals de les parròquies a Guipúscoa.
Malgrat tot no s'ha de creure que el prestigi del seu nom restà tancat en els límits d'aquesta província; com o prova del que es va estendre, cal citar el fet que es presentà a certàmens de renom, i el triomf fou sempre per a ell; envià composicions a set certàmens de la Societat Internacional d'Organistes i Mestres de Capella, de París, i aconseguí quatre primers i únics premis i tres primeres mencions que el Jurat declarà fora de concurs per a nous certàmens.
El nombre total d'obres que va compondre puja a 300. El 27 d'octubre de 1923 la seva vila natal li dedicà un homenatge, al que hi contribuí amb el seu concurs l'Orfeó Pamplonès, i al carrer Major se li canvià el nom pel de Felipe Gorriti. També va compondre diverses obres profanes per a orgue.